# SCATSAT-1
SCATSAT-1 (Scatterometer Satellite-1) — индийский мини-спутник для прогнозирования погоды, предупреждения ураганов и для служб слежения в Индии. Он был успешно запущен 26 сентября 2016 Индийской организацией космических исследований (ИОКИ). Спутник будет работать вместо Oceansat-2, который полностью выработал свой ресурс в четыре с половиной года (в настоящее время Индия зависит от ISS-RapidScat от НАСА в плане прогнозирования ураганов и предсказания погоды). Данные, полученные с помощью этого мини-спутника будут использоваться НАСА, европейской EUMETSAT и американской NOAA.

## Оборудование
Основной полезной нагрузкой спутника является скаттерометр который похож на полезную нагрузку Oceansat-2; его вес составляет 110 кг. Он сможет предсказывать зарождение и развитие возможных ураганов, замеряя скорость ветров и их направление в океаном. Оборудование спутника поможет предсказывать формирование ураганов примерно за 4-5 дней. Данный период времени является очень важным для своевременного обеспечения безопасности (так, скаттерометр работавший в Oceansat-2 помог точно предсказать ураган «Фэйлин» на побережье Орисса в октябре 2013 года).

## Конструкция
Space Applications Centre ИОКИ был ответственен за разработку полезной нагрузки. 
На постройку SCATSAT-1 было затрачено 60 % от его первоначально просчитанной производственной себестоимости и в три раза быстрее прогнозируемого периода строительства. Этого удалось достичь за счёт того, что при его строительстве использовались запчасти других спутников.

## Запуск
Спутник запущен 26 сентября 2016 года при помощи ракеты-носителя PSLV-C35, с технологией многоступенчатого запуска, впервые используемой ИОКИ. 
Одновременно со спутником Scatsat-1 были запущены спутники AlSat-1N, CanX-7, Pratham, PISat, AlSat-1B, AlSat-2B и BlackSky Pathfinder 1.